# دانيال تي ويلينغهام
دانيال تي ويلينغهام (بالإنجليزية: Daniel T. Willingham)‏ هو عالم نفس أمريكي، ولد في 15 مايو 1961.